# Biblioteka Publiczna im. Jarosława Iwaszkiewicza w Sępólnie Krajeńskim
Biblioteka Publiczna im. Jarosława Iwaszkiewicza w Sępólnie Krajeńskim – biblioteka założona w 1946 roku, działająca na terenie Sępólna Krajeńskiego. Biblioteka składa się z czytelni czasopism i zbiorów specjalnych, wypożyczalni dla dorosłych, wypożyczalni dla dzieci. Dyrektorem biblioteki jest Grażyna Kędzierska. 16 września 2016 roku obchodzono uroczysty jubileusz 70-lecia istnienia. 

## Działalność
Biblioteka – oprócz działalności statutowej – organizuje wystawy, spotkania autorskie, spotkania z podróżnikami i ludźmi kultury. W bibliotece gościli między innymi: Marta Fox, Gustaw Morcinek, Jerzy Putrament, Stanisław Dygat, Anna Janko, Zygmunt Miłoszewski, Elżbieta Dzikowska.
W 1994 roku członkowie Biblioteki zorganizowali wystawę „Sępólno Krajeńskie w starych dokumentach”.
3 maja 1995 odbyło się uroczyste otwarcie księgarni „Przy Bibliotece”, dochód ze sprzedaży książek przeznaczony jest na cele statutowe Biblioteki. Od marca 2007 z inicjatywy Instytutu Książki przy bibliotece działa Dyskusyjny Klub Książki, mający na celu propagowanie idei czytelnictwa wśród mieszkańców.
Biblioteka prowadzi również różne formy działań dla najmłodszych czytelników, jak np. zajęcia z programowania dla dzieci. W 1986 roku przy Bibliotece powstał amatorski teatr lalek „Balbina”. Biblioteka współpracowała z Towarzystwem Inicjatyw Twórczych „ę”, z Centrum Edukacji Obywatelskiej w projekcie „Kulturalnie i obywatelsko”, Zadanie w ścieżce filmowej Młodzieżowy Klub Filmowy „Piwnica wrażeń”.
Biblioteka jest współorganizatorem Dni Sępólna oraz Tygodnia Kultury Sępoleńskiej. 

## Zbiory
W księgozbiorze biblioteki znajduje się ponad 50 tysięcy książek i czasopism. Ponadto w zasobie biblioteki znajdują się zbiory regionalne, audiobooki,
Od 2011 roku Biblioteka bierze udział w projekcie Cyfrowe Archiwa Tradycji Lokalnej, w ramach którego pozyskuje, opracowuje i udostępnia materiały archiwalne od mieszkańców Sępólna Krajeńskiego i okolic. Do października 2016 na stronie cyfrowego archiwum udostępniono 2400 materiałów archiwalnych. W zbiorach znajduje się między innymi kolekcja dotycząca historii nadleśnictwa w Lutówku.

## Publikacje
„Dzieje Sępólna Krajeńskiego”, pod red. Zdzisława Biegańskiego, wyd. Biblioteka Publiczna im. Jarosława Iwaszkiewicza w Sępólnie Krajeńskim, 2010.
Janina Anna Komierowska, „Nie czas żałować róż, gdy płoną lasy...”, red. Leszek Skaza, wyd. Biblioteka Publiczna im. Jarosława Iwaszkiewicza w Sępólnie Krajeńskim, 2011.
Teresa Fidera, „Ballada o Sępolence i inne wiersze czyli Tu i Teraz”, wyd. Biblioteka Publiczna im. Jarosława Iwaszkiewicza w Sępolnie Krajeńskim, 2012.